# Raging Waves
Raging Waves è un brano musicale di Megumi Hayashibara, scritto da Sato Hidetoshi, Soeta Keiji e dalla stessa Hayashibara, e pubblicato come singolo il 3 luglio 1998 dalla Starchild Records. Il brano è stato incluso negli album della Hayashibara Vintage S e Slayers MEGUMIX. Il singolo raggiunse l'ottava posizione della classifica settimanale Oricon, e rimase in classifica per otto settimane, vendendo 112,000 copie. ~Infinity~ è stato utilizzato come tema musicale del film d'animazione Slayers Gorgeous, in cui la Hayashibara doppia il personaggio di Lina Inverse, protagonista della serie.

## Tracce
CD singolo KIDA-163
1. raging waves – 4:59
2. I&Myself – 4:30
3. raging waves (Off Vocal Version) – 4:59
4. I&Myself (Off Vocal Version) – 4:30

Durata totale: 18:58

## Classifiche
| Classifica (1998)                        | Posizione più alta |
| ---------------------------------------- | ------------------ |
| Giappone (Classifica settimanale Oricon) | 8                  |